# 聖馬科斯 (卡哈馬卡大區)
聖馬科斯（西班牙語：San Marcos），是秘魯的城鎮，位於該國北部卡哈馬卡大區，是聖馬科斯省的首府，海拔高度2,251米，居民主要使用奇楚瓦語和西班牙語。
7°20′07″S 78°10′11″W / 7.33528°S 78.16972°W